# Transtirretina
A Transtirretina é também conhecida como pré-albumina humana. É uma proteína codificada por um gene localizado no cromossoma 18, que pode surgir pelas substituições:
- Valina por metionina na posição 30 – TTR met30, causada por uma mutação de guanina por adenina existente no segundo exon do gene da TTR1 (Saraiva et al)
- Treonina por glicina na posição 49 (Pras et al)
- Fenilalanina por isoleucina na posição 33 (Nakazato et al)
- Serina por tirosina na posição 77 (Wallace et al)
- 2 substituições, uma básica e outra neutra (Saraiva et al)

Porém hoje em dia conhecem-se mais de 100 mutações